# Tabanus monchai
Tabanus monchai är en tvåvingeart som beskrevs av Leclercq 1962. Tabanus monchai ingår i släktet Tabanus och familjen bromsar.
Artens utbredningsområde är Iran. Inga underarter finns listade i Catalogue of Life.